# Callitrichia silvatica
Callitrichia silvatica là một loài nhện trong họ Linyphiidae.
Loài này thuộc chi Callitrichia. Callitrichia silvatica được Herman Theodor Holm miêu tả năm 1962.